# カシオヒューマンシステムズ
カシオヒューマンシステムズ株式会社（英: CASIO HUMAN SYSTEMS CO., LTD.）は、システムの企画・開発・販売やシステムの受託開発および保守・運用支援を行う日本の電機メーカー。

## 概要
2009年に設立し事業活動を開始した。
カシオ計算機・カシオソフトから人事管理システム関連事業を継承している。

## 沿革
2009年
10月「カシオヒューマンシステムズ」を設立。人財活用支援システム「iTICE」を発売。
2014年
9月 人事統合システム「ADPS Advance Edition Plus」の販売開始。
2017年
4月1日 カシオ情報機器から社保事業を継承。「健康保険組合システム Voice Radar」の取扱開始。

## 事業拠点
- 名古屋 愛知県名古屋市中区正木3-9-27 NFC金山ビル

- 大阪 大阪府大阪市中央区久太郎町3-6-8 御堂筋ダイワビル

- 福岡 福岡県福岡市博多区東比恵2-16-23 カシオ福岡ビル

- カシオソフト上海有限公司 上海市普陀区銅川路70号新城市中心1003－1006室